# Măldărești
Măldărești es una comuna ubicada en el distrito Vâlcea, Rumania.

## Superficie
Posee una superficie de 28,73 kilómetros cuadrados.

## Demografía
Hasta 2021 la población era de 1715 habitantes, con una densidad de población de 59,69 habitantes por kilómetro cuadrado.